# Diecéze betlémská
Diecéze betlémská (latinsky Dioecesis Bethleemitana) byla katolická diecéze v Palestině. U betlémské baziliky Narození Páně vznikla v křížáckém období diecéze podřízená latinskému patriarchátu jeruzalémskému, v letech 1109 – 1110, kdy sem byl přenesen titul diecéze v Aškelonu. Po dobytí Akkonu v roce 1291 biskupové odjeli do Evropy, a sídlili v burgundském Clamecy, které bylo již dříve jejich majetkem. Francouzský klérus je však považoval za biskupy in patribus infidelium,a to až do velké francouzské revoluce, kdy jejich vlastnictví přestalo. Diecézi definitivně zrušil konkordát z roku 1801. Papež Řehoř XVI. udělil její titul trvale opatům švýcarského kláštera Saint Maurice d'Agaune, kteří zároveň přijímali biskupské svěcení. Nyní je titulární diecézí, která je od roku 1987 vakantní.

## Seznam biskupů

### Sídelní latinští biskupové
- Aschétin (Anselin I., 1109 nebo 1110 – 1125)
- Anselm (Anselin II., 1128–1145)
- Gérard I. (Gérald, Giraud, 1148–1153)
- Raoul I. (Ralph, Raulinet, 1155–1174, zemřel)
- Albert (1176–1186, zemřel)
- Raoul II. (Randolph, 1186–1192, zemřel)
- Anonymus (1196–1202, zemřel)
- Pierre I. (1203–1205, zemřel)
- Tommaso (1207–?)
  - Pierre (1210–1211, sesazen) (vetřelec)
- Rainiero, O.Cist. (1210–1227)
- Anonymus (zmíněn 1233)
- Giovanni Romano (1238 nebo 1239 – asi 1244, sesazen), později biskupem na kyperském Pafu
- Goffredo de' Prefetti (1245–1251, zemřel)
- Tommaso Agni da Lentini, O.P. (1255–1267, poté jmenován biskupem v Cosenze) 1272 jmenován patriarchou jeruzalémským.
- Gélhard (Gaillard) d'Oursault, O.P. (1267–1279, zemřel)
- Hugo de Tours (Ugo de Curcis, 1279 – asi 1298, zemřel)

### Biskupové po roce 1291 (od r. 1379 v Clamecy)
- Pierre de Saint Maixant, O.P. (? – asi 1300, zemřel)
- Wulfran d'Abbeville, O.P. (1303–1329, zemřel)
- Guillaume, O.P. (1331–1346/1347, zemřel)
- Pietro, O.P. (1347–1355, zemřel)
- Ilario Corrado, O.P. (?–1356, jmenován biskupem na Maltě)
- Durand de Sauzet, O.F.M. (1356–1363, zemřel)
- Aimard (Adhémar) Fabri de La Roche, O.P. (1363–1378, jmenován biskupem v Saint–Paul–Trois–Châteaux)
- Avignonská a pisánská obedience:
  - Guillaume de Vallan, O.P. (1379–1388, biskupem v Évreux)
  - Guillaume Martelet (1388–1402, zemřel)
  - Gérard de Gisors, O.Carm. (1402–1403, zemřel)
  - Jean Lami (Amici), O.F.M. (1403–1408, biskupem v Sarlatu)
  - Gérard (1408–1410, zemřel)
  - Michel le Doyen, O.F.M. (1411–?, zemřel)
  - Jean Marchand, O.P. (1412–1422, zemřel)
- Římská obedience:
  - Giuliano (1379–1380, abdikoval)
  - Giovanni Salvuzzi di Fucecchio, O.F.M. (1380–1383, biskupem v Lucce)
  - William Bottlesham (1383–1385, biskupem v Llandaffu)
  - Lanfranco di Genova (1385–1409)
- Laurent Pignon, O.P. (1423–1428, jmenován biskupem v Soissons, později v Auxerre)
- Jean de La Roche, O.F.M. (1428–1433, jmenován biskupem v Cavaillonu)
- Dominique, O.F.M. (1433–1436, zemřel)
- Arnaud–Guillaume de Limone, O.Carm. (1436–1457, zemřel)
- Étienne Pilerand, O.F.M. (1457–1463)
- Antoine Buisson, O.Carm. (1463–1477, zemřel)
- Jean Pilory Bilar, O.P. (1477–1482)
- Bertrand Albergey (d'Albigey), O.F.M. (1483–1486)
- Hubert Léonard (Liénard), O.Carm. (1489–1492, jmenován titulárním biskupem v Daře)
- Jacques Héméré (1492–?, zemřel)
- Jean L'Apôtre, O.E.S.A. (1497–1498, zemřel)
- Antoine Coinel (o de Crenel) (1499–1512, abdikoval)
- Martin Bailleux dit Le Doux, O.F.M. (1513–1524, zemřel)
- Philibert de Beaujeu le Doux, O.S.B. (1524–1555, zemřel)
  - Dominique Flelin (Philélin) (1556–1558, abdikoval)
- Urbain Reversy (1560–1560, zemřel)
  - Antoine Trusson, O.E.S.A. (1560–1568, abdikoval)
  - Charles Bourbonnat, O.E.S.A. (1568–1583, zemřel)
  - Siméon Jourdain, O.E.S.A. (1583–1587, zemřel)
- Louis de Cléves, O.Clun. (1605–1609, zemřel)
- Jean de Cléves, C.R.S.A. (1611–1619, zemřel)
- André de Sauzay (1623–1644, zemřel)
- Jean–Baptiste de Bontemps (1644–1650, zemřel)
- Christophe d'Autier de Sisgau, O.S.B. (1651–1663, abdikoval)
- François de Batailler (1664–1701, zemřel)
- Chérubin–Louis Le Bel, O.F.M.Rec. (1713–1738, zemřel)
- Louis–Bernard La Taste, O.S.B. (1739–1754, zemřel)
- Charles–Marie de Quélen (1754–1777, zemřel)
- François Camille Duranti–Lironcourt (1778–1801, zemřel), poslední biskup

## Titulární biskupové
- Etienne-Barthélemy Bagnoud, C.R.A. (1840 – 1888, zemřel), opat kláštera St Maurice d'Agaune
- Joseph Paccolat, C.R.A. (1889–1909, zemřel), opat kláštera St Maurice d'Agaune
- Joseph-Emile Abbet, C.R.A. (1909–1914, zemřel), opat kláštera St Maurice d'Agaune
- Joseph-Tobie Mariétan, C.R.A. (1914–1931, jmenován titulárním biskupem v Agathopoli), opat kláštera St Maurice d'Agaune
- Bernard Alexis Burquier, C.R.A. (1932–1943, zemřel), opat kláštera St Maurice d'Agaune
- Louis-Séverin Haller, C.R.A. (1943–1987, zemřel), opat kláštera St Maurice d'Agaune